# Чартала
Чартала (груз. ჭართალა) — село в Грузии. Находится в Ахметском муниципалитете края Кахетия. Расположено на правом берегу реки Илто в 10 км к северо-западу от города Ахмета.
Высота над уровнем моря составляет 800 метров. Население — 15 человек (2014).
В советское время село Чартала входило в Ахметский поселковый совет Ахметского района<ref>Грузинская ССР. Административно-территориальное деление. Тбилиси. 1966.